# Volta Ciclista a Catalunya 2017
La Volta Ciclista a Catalunya 2017, novantasettesima edizione della corsa e valida come nona prova dell'UCI World Tour 2017 categoria 2.UWT, si svolse in sette tappe dal 20 al 26 marzo 2017 su un percorso complessivo di 1 055 km, con partenza da Calella e arrivo a Barcellona. La vittoria fu appannaggio dello spagnolo Alejandro Valverde, il quale completò il percorso in 25h27'15", alla media di 41,447 km/h, precedendo i connazionali Alberto Contador e Marc Soler.
Sul traguardo di Barcellona 107 ciclisti, su 199 partiti da Calella, portarono a termine la competizione.

## Tappe
| Tappa  | Data     | Percorso                              | km    | Vincitore di tappa | Leader cl. generale |
| ------ | -------- | ------------------------------------- | ----- | ------------------ | ------------------- |
| 1ª     | 20 marzo | Calella > Calella                     | 178,9 | Davide Cimolai     | Davide Cimolai      |
| 2ª     | 21 marzo | Banyoles > Banyoles (cron. a squadre) | 41,3  | BMC Racing Team    | Ben Hermans         |
| 3ª     | 22 marzo | Mataró > La Molina                    | 188,3 | Alejandro Valverde | Tejay van Garderen  |
| 4ª     | 23 marzo | La Seu d'Urgell > Igualada            | 136,1 | Nacer Bouhanni     | Tejay van Garderen  |
| 5ª     | 24 marzo | Valls > Lo Port/Tortosa               | 182   | Alejandro Valverde | Alejandro Valverde  |
| 6ª     | 25 marzo | Tortosa > Reus                        | 189,7 | Daryl Impey        | Alejandro Valverde  |
| 7ª     | 26 marzo | Barcellona > Barcellona               | 138,7 | Alejandro Valverde | Alejandro Valverde  |
| Totale | Totale   | Totale                                | 1 055 |                    |                     |

## Squadre e corridori partecipanti
| N.      | Cod. | Squadra              |
| ------- | ---- | -------------------- |
| 1-8     | MOV  | Movistar Team        |
| 11-18   | SKY  | Team Sky             |
| 21-28   | BMC  | BMC Racing Team      |
| 31-38   | ORS  | Orica-Scott          |
| 41-48   | KAT  | Team Katusha Alpecin |
| 51-58   | QST  | Quick-Step Floors    |
| 61-68   | CDT  | Cannondale-Drapac    |
| 71-78   | TFS  | Trek-Segafredo       |
| 81-88   | AST  | Astana Pro Team      |
| 91-98   | FDJ  | FDJ                  |
| 101-108 | TLJ  | Team Lotto NL-Jumbo  |
| 111-118 | ALM  | AG2R La Mondiale     |
| 121-128 | LTS  | Lotto Soudal         |

| N.      | Cod. | Squadra                      |
| ------- | ---- | ---------------------------- |
| 131-138 | TBM  | Bahrain-Merida               |
| 141-148 | SUN  | Team Sunweb                  |
| 151-158 | DDD  | Team Dimension Data          |
| 161-168 | BOH  | Bora-Hansgrohe               |
| 171-178 | UAD  | UAE Team Emirates            |
| 181-188 | CJR  | Caja Rural-Seguros RGA       |
| 191-198 | CCC  | CCC Sprandi Polkowice        |
| 201-208 | COF  | Cofidis, Solutions Crédits   |
| 211-218 | MZN  | Manzana Postobón Team        |
| 221-228 | RNL  | Roompot-Nederlandse Loterij  |
| 231-238 | SOU  | Soul Brasil Pro Cycling Team |
| 241-248 | WGG  | Wanty-Groupe Gobert          |

## Dettagli delle tappe

### 1ª tappa
- 20 marzo: Calella > Calella – 178,9 km

Risultati
| Pos. | Corridore         | Squadra   | Tempo    |
| ---- | ----------------- | --------- | -------- |
| 1    | Davide Cimolai    | FDJ       | 4h28'21" |
| 2    | Nacer Bouhanni    | Cofidis   | s.t.     |
| 3    | Kristian Sbaragli | Dimension | s.t.     |

| Pos. | Corridore         | Squadra   | Tempo    |
| ---- | ----------------- | --------- | -------- |
| 1    | Davide Cimolai    | FDJ       | 4h28'11" |
| 2    | Nacer Bouhanni    | Cofidis   | a 4"     |
| 3    | Kristian Sbaragli | Dimension | a 6"     |

### 2ª tappa
- 21 marzo: Banyoles > Banyoles – Cronometro a squadre – 41,3 km

Risultati
| Pos. | Squadra         | Tempo  |
| ---- | --------------- | ------ |
| 1    | BMC Racing Team | 48'57" |
| 2    | Team Sky        | a 44"  |
| 3    | Movistar Team   | a 58"  |

| Pos. | Corridore          | Squadra | Tempo    |
| ---- | ------------------ | ------- | -------- |
| 1    | Ben Hermans        | BMC     | 5h17'18" |
| 2    | Brent Bookwalter   | BMC     | s.t.     |
| 3    | Tejay van Garderen | BMC     | s.t.     |

### 3ª tappa
- 22 marzo: Mataró > La Molina – 188,3 km

Risultati
| Pos. | Corridore          | Squadra    | Tempo    |
| ---- | ------------------ | ---------- | -------- |
| 1    | Alejandro Valverde | Movistar   | 5h07'12" |
| 2    | Daniel Martin      | Quick-Step | s.t.     |
| 3    | Adam Yates         | Orica      | a 3"     |

| Pos. | Corridore          | Squadra | Tempo     |
| ---- | ------------------ | ------- | --------- |
| 1    | Tejay van Garderen | BMC     | 10h24'33" |
| 2    | Samuel Sánchez     | BMC     | a 41"     |
| 3    | Geraint Thomas     | Sky     | a 44"     |

### 4ª tappa
- 23 marzo: La Seu d'Urgell > Igualada – 136,1 km[2]

Risultati
| Pos. | Corridore      | Squadra | Tempo    |
| ---- | -------------- | ------- | -------- |
| 1    | Nacer Bouhanni | Cofidis | 3h04'27" |
| 2    | Davide Cimolai | FDJ     | s.t.     |
| 3    | Daryl Impey    | Orica   | s.t.     |

| Pos. | Corridore          | Squadra | Tempo     |
| ---- | ------------------ | ------- | --------- |
| 1    | Tejay van Garderen | BMC     | 13h29'00" |
| 2    | Samuel Sánchez     | BMC     | a 41"     |
| 3    | Geraint Thomas     | Sky     | a 44"     |

### 5ª tappa
- 24 marzo: Valls > Lo Port/Tortosa – 182 km

Risultati
| Pos. | Corridore          | Squadra  | Tempo    |
| ---- | ------------------ | -------- | -------- |
| 1    | Alejandro Valverde | Movistar | 4h14'52" |
| 2    | Chris Froome       | Sky      | a 13"    |
| 3    | Alberto Contador   | Trek     | s.t.     |

| Pos. | Corridore          | Squadra  | Tempo     |
| ---- | ------------------ | -------- | --------- |
| 1    | Alejandro Valverde | Movistar | 17h44'27" |
| 2    | Chris Froome       | Sky      | a 21"     |
| 3    | Alberto Contador   | Trek     | a 47"     |

### 6ª tappa
- 25 marzo: Tortosa > Reus – 189,7 km

Risultati
| Pos. | Corridore          | Squadra  | Tempo    |
| ---- | ------------------ | -------- | -------- |
| 1    | Daryl Impey        | Orica    | 4h34'14" |
| 2    | Alejandro Valverde | Movistar | s.t.     |
| 3    | Arthur Vichot      | FDJ      | s.t.     |

| Pos. | Corridore          | Squadra  | Tempo     |
| ---- | ------------------ | -------- | --------- |
| 1    | Alejandro Valverde | Movistar | 22h18'35" |
| 2    | Alberto Contador   | Trek     | a 53"     |
| 3    | Marc Soler         | Movistar | a 1'06"   |

### 7ª tappa
- 26 marzo: Barcellona > Barcellona – 138,7 km

Risultati
| Pos. | Corridore          | Squadra  | Tempo    |
| ---- | ------------------ | -------- | -------- |
| 1    | Alejandro Valverde | Movistar | 3h08'50" |
| 2    | Jarlinson Pantano  | Trek     | s.t.     |
| 3    | Arthur Vichot      | FDJ      | s.t.     |

| Pos. | Corridore          | Squadra  | Tempo     |
| ---- | ------------------ | -------- | --------- |
| 1    | Alejandro Valverde | Movistar | 25h27'15" |
| 2    | Alberto Contador   | Trek     | a 1'03"   |
| 3    | Marc Soler         | Movistar | a 1'16"   |

## Evoluzione delle classifiche
| Tappa              | Vincitore          | Classifica generale Maglia bianco-verde | Classifica scalatori Maglia rossa | Classifica sprint intermedi Maglia bianca | Classifica giovani Maglia grigia | Classifica a squadre Numero giallo |
| ------------------ | ------------------ | --------------------------------------- | --------------------------------- | ----------------------------------------- | -------------------------------- | ---------------------------------- |
| 1ª                 | Davide Cimolai     | Davide Cimolai                          | Murilo Affonso                    | Murilo Affonso                            | Dion Smith                       | Quick-Step Floors                  |
| 2ª                 | BMC Racing Team    | Ben Hermans                             | Murilo Affonso                    | Murilo Affonso                            | Kilian Frankiny                  | BMC Racing Team                    |
| 3ª                 | Alejandro Valverde | Tejay van Garderen                      | Murilo Affonso                    | Pascal Ackermann                          | Marc Soler                       | Team Sky                           |
| 4ª                 | Nacer Bouhanni     | Tejay van Garderen                      | Murilo Affonso                    | Diego Rubio                               | Marc Soler                       | Team Sky                           |
| 5ª                 | Alejandro Valverde | Alejandro Valverde                      | Alejandro Valverde                | Pierre Rolland                            | Marc Soler                       | Trek-Segafredo                     |
| 6ª                 | Daryl Impey        | Alejandro Valverde                      | Alejandro Valverde                | Pierre Rolland                            | Marc Soler                       | Movistar Team                      |
| 7ª                 | Alejandro Valverde | Alejandro Valverde                      | Alejandro Valverde                | Pierre Rolland                            | Marc Soler                       | Movistar Team                      |
| Classifiche finali | Classifiche finali | Alejandro Valverde                      | Alejandro Valverde                | Pierre Rolland                            | Marc Soler                       | Movistar Team                      |

Maglie indossate da altri ciclisti in caso di due o più maglie vinte
- Nella 6ª e 7ª tappa Chris Froome ha indossato la maglia rossa al posto di Alejandro Valverde.

## Classifiche finali

### Classifica generale - Maglia bianco-verde
| Pos. | Corridore          | Squadra    | Tempo     |
| ---- | ------------------ | ---------- | --------- |
| 1    | Alejandro Valverde | Movistar   | 25h27'15" |
| 2    | Alberto Contador   | Trek       | a 1'03"   |
| 3    | Marc Soler         | Movistar   | a 1'16"   |
| 4    | Adam Yates         | Orica      | a 1'31"   |
| 5    | Tejay van Garderen | BMC        | a 1'34"   |
| 6    | Daniel Martin      | Quick-Step | a 2'29"   |
| 7    | Steven Kruijswijk  | Lotto NL   | a 2'56"   |
| 8    | Carlos Verona      | Orica      | a 3'00"   |
| 9    | George Bennett     | Lotto NL   | a 3'01"   |
| 10   | Romain Bardet      | AG2R       | a 3'05"   |

### Classifica scalatori - Maglia bianco-rossa
| Pos. | Corridore          | Squadra    | Punti |
| ---- | ------------------ | ---------- | ----- |
| 1    | Alejandro Valverde | Movistar   | 105   |
| 2    | Chris Froome       | Sky        | 50    |
| 3    | Marc Soler         | Movistar   | 49    |
| 4    | Alberto Contador   | Tinkoff    | 49    |
| 5    | Daniel Martin      | Quick-Step | 46    |

### Classifica sprint intermedi - Maglia bianca
| Pos. | Corridore       | Squadra    | Punti |
| ---- | --------------- | ---------- | ----- |
| 1    | Pierre Rolland  | Cannondale | 13    |
| 2    | Pieter Serry    | Quick-Step | 5     |
| 3    | Thomas De Gendt | Lotto      | 5     |
| 4    | Julien Simon    | Cofidis    | 3     |
| 5    | George Bennett  | Lotto NL   | 2     |

### Classifica giovani - Maglia grigia
| Pos. | Corridore        | Squadra    | Tempo     |
| ---- | ---------------- | ---------- | --------- |
| 1    | Marc Soler       | Movistar   | 25h28'31" |
| 2    | Adam Yates       | Orica      | a 15"     |
| 3    | Carlos Verona    | Orica      | a 1'44"   |
| 4    | Davide Formolo   | Cannondale | a 3'58"   |
| 5    | F. Großschartner | CCC        | a 12'23"  |

### Classifica a squadre
| Pos. | Squadra                        | Tempo     |
| ---- | ------------------------------ | --------- |
| 1    | Movistar Team                  | 76h29'25" |
| 2    | Cannondale-Drapac Pro Cy. Team | a 13'28"  |
| 3    | Team Lotto NL-Jumbo            | a 16'27"  |
| 4    | Orica-Scott                    | a 18'01"  |
| 5    | Astana Pro Team                | a 23'14"  |